# Étienne Laurent Joseph Hippolyte Boyer de Fonscolombe
Étienne-Laurent-Joseph-Hippolyte Boyer de Fonscolombe (22 juli 1772, Aix-en-Provence - 13 februari 1853, Aix) was een Frans entomoloog.
Étienne Joseph Hippolyte Boyer de Fonscolombe werd op 22 juli 1772 in Aix-en-Provence, Frankrijk geboren. Hij was de zoon van Emmanuel Honoré Hippolyte de Boyer (1744, Aix - 1810, Saint-Sauveur), een aristocraat die landbouwkunde studeerde.
Na het afronden van zijn opleiding in 1789 "had hij de vergaderingen van de Constituante van 1789 bijgewoond in Versailles, met Mirabeau" en werd later "Opgesloten als verdachte" (1793-1794). Het waren gevaarlijke tijden, zijn vader was eveneens gevangengezet tijdens La Terreur (Franse revolutie). Na zijn vrijlating en huwelijk woonde hij met zijn ouders en zijn schoonmoeder in het kasteel van Montvert.

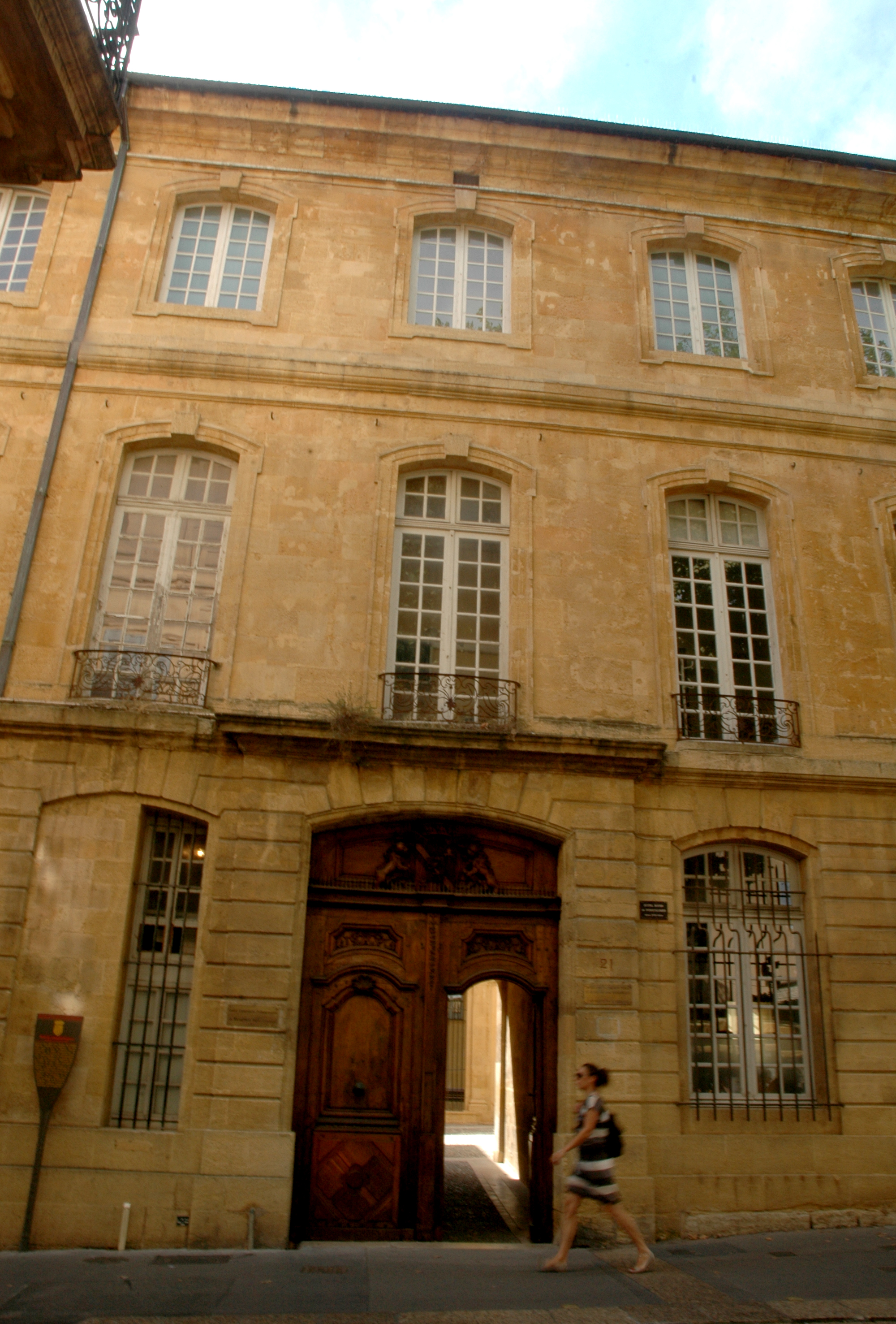
Het hotel waar Boyer de Fonscolombe woonde

Na de dood van zijn vader in 1810 huurde hij een verdieping van een hotel in Aix-en-Provence en het echtpaar woonde daar samen met zijn moeder. Hippolyte en zijn broer Marcellin de Fonscolombe wisten van geen ophouden als het de natuurwetenschappen betrof. Vanaf 1833 vertrouwde hij het beheer van de landgoederen toe aan zijn schoonzoon Adolphe de Saporta en in 1848 verkocht hij Montvert. Vanaf dat moment was hij in staat om zich volledig te wijden aan de entomologie. Hij was vooral specialist op het gebied van Coleoptera (kevers), Hymenoptera (vliesvleugeligen) en specifiek de plaaginsecten.
Net als zijn vader publiceerde hij het grootste deel van zijn werk in de Mémoires de l'Académie d'Aix.
Hij overleed op 13 februari 1853 in Aix-en-Provence.

## Enkele werken
- Monographia chalciditum galloprovinciae circa aquas degentum. Annales des Sciences Naturelles (1) (Zoologie) 26: 273-307.
- 1840 Addenda et errata ad monographium chalciditum galloprovinciae ciria aquas sextias degentum. Annales des Sciences Naturelles (2) 13: 186-192.
- 1840 Des insectes nuisibles à l'agriculture principalement dans les départements du midi de la France Mémoires de l'Académie de Sciences d'Aix 5 pp 5–225.

- International Standard Name Identifier: 0000 0001 3983 5310
- Système universitaire de documentation: 155481339
- Virtual International Authority File: 204202204